# ブラン・マク・モーン
ブラン・マク・モーン（Bran Mak Morn）は、ロバート・E・ハワードがパルプ・マガジン「ウィアード・テイルズ」に発表した2編のヒロイック・ファンタジーに登場するヒーロー。
- 『闇の帝王』（Kings of the Night, 1930年）
- 『大地の妖蛆』（Worm of the Earth, 1932年）

カール・エドワード・ワグナー (Karl Edward Wagner) による続編が2編書かれている。
- Legion from the Shadows （1976年）
- Queen of the Night （1977年）

## ハワードの作品におけるピクト
ケルト人の侵攻によって徐々に追い詰められたピクト人たちは北に逃れ、「赤毛の未開人」種族との混血を進めることとなった。続くローマ人、ブルターニュ人およびサクソン人の侵入によってピクト人は、彼ら自身が地下に追いやった先住民と同様に、地下世界へと逃れる道を選んでゆく。ハワードの記述によれば、彼ら後ピクト人は非常に小さく、ずんぐりして力強く、物音を立てずに動き、とりわけ残酷である。彼らは自らに大青（woad）を塗り、天然の、もしくは一部を人工的に拡張した非常に大きい洞穴に住んでいた。彼らは敵の捕虜を生きたまま燃やす習慣があり、そういった儀式は彼らの魔術師ないし僧侶によって取り仕切られていた。
ピクト人はハワードのお気に入りの人種であり、ブランの物語は彼の他の作品、アトランティスのキング・カル、ハイボリア時代の英雄コナンなどのシリーズと時代的に連続している。

## ブラン・マク・モーンの生涯
ブランはピクト人の最後の蛮王である。別名に「北の狼」「カレドニアの王」「暗黒の男」などがある。ヴァルシア王カルの友である「槍使い」ブルールの子孫。彼の生きていた時代は定かではないが、ディオクレティアヌスとマクシミアヌスによってローマが共同統治されていた紀元3世紀末ではないかと推測されている。
ブラン・マク・モーンはピクトを率いてハドリアヌスの長城を攻略し、ローマ帝国を悩ませた。ピクトの全部族を糾合し、侵略者であるローマ人を駆逐して往古の栄光を回復することがその悲願だったが、ブランが戦死するとともに彼の王国も瓦解したと『暗黒の男』で語られている。
『夜の末裔』によると、死後に神格化され、闇の帝国を支配する王であると崇拝されるようになり、20世紀に至るまでブラン教カルトが存続しているらしい。

## クトゥルフ神話
『大地の妖蛆』では、ハワードの友人にして師匠であったハワード・フィリップス・ラヴクラフトの創作になる「大いなるクトゥルフの安息所、ルルイエ」についての言及がある。同作の初期の版では直接的にクトゥルフの名が言及されたが、後の最終版では「無名の神々」と変更されている。またダゴンの名前も借りて登場させており、水怪らしいことも示唆されているがそれ以上の情報はない。
逆にラヴクラフトは、短編『闇に囁くもの』でブラン・マク・モーンについて言及している。

## 日本語訳作品
- 闇の帝王（Kings of the Night）：「ウィアード・テイルズ」1930年11月 
  - 幻想文学 No.19「ヒロイック・ファンタジー」（1987年）
- 大地の妖蛆（Worm of the Earth）：「ウィアード・テイルズ」1932年11月 
  - スカル・フェイス 〈ドラキュラ叢書(6)〉（国書刊行会、1977年）
  - 悪魔の夢 天使の溜息 ウィアード・テイルズ傑作選（青心社、1980年）
  - 黒の碑 クトゥルー神話譚（東京創元社、創元推理文庫、1991年）